# Nhân khẩu Brasil
Với dân số khoảng 207 triệu vào năm 2017, Brasil là thứ 6 nước đông dân nhất trên thế giới. Các mật độ dân số là 25 người trên mỗi km vuông và tỷ lệ đô thị hóa là 90%.
Các quốc gia Brasil đã được biết đến kể từ khi thành lập một số cuộc di cư từ nhiều nơi trên thế giới. Trước khi người châu Âu đến, các lãnh thổ của Nam Mỹ và Bắc Mỹ, sau đó được gọi là "vùng đất của thế giới mới", đã bị người da đỏ chiếm đóng. Người châu Âu sau đó đã mang về một số lượng lớn người da đen từ châu Phi. Ngoài ra, đã có nhiều thế kỷ sự xuất hiện của các dân tộc từ châu Á, Kavkaz hoặc Trung Đông.
Ngày nay, Brasil là nơi quy tụ của một số cộng đồng khác nhau: ví dụ, người khổng lồ Nam Mỹ, sau Đức và Ý, cộng đồng lớn nhất của người Ý và người Đức trên thế giới. Sau này sống chủ yếu ở phía nam của đất nước. Brasil cũng có cộng đồng lớn nhất có nguồn gốc châu Á và một số lượng lớn con cháu người Pháp, ước tính khoảng 1 triệu.

## Dân số

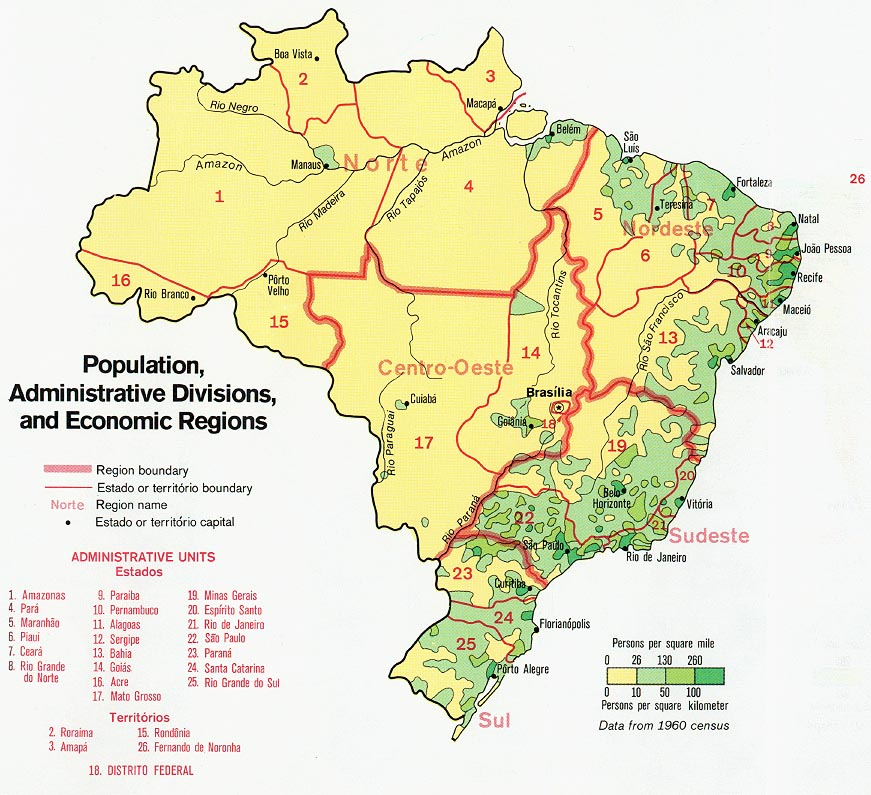
Mật độ dân số, bộ phận hành chính và khu vực kinh tế của Brasil (1977).

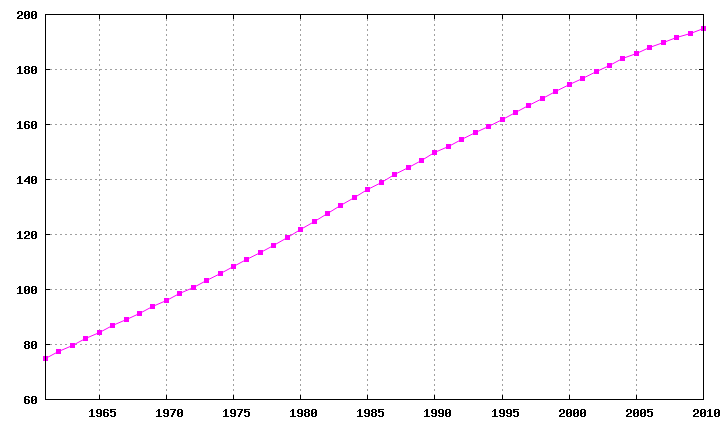
Nhân khẩu học của Brasil, Dữ liệu của FAO, năm 2006; Số lượng cư dân trong hàng ngàn.

Dân số Brasil, 1550–2005

Theo PNAD (Khảo sát mẫu hộ gia đình quốc gia) năm 2008, do IBGE, Cục Thống kê Brasil thực hiện, có khoảng 189.953.000 người trong năm 2008  Theo điều tra dân số mới nhất (2010), chính phủ Brasil ước tính dân số là 192,76 triệu.
Dân số Brasil được ước tính dựa trên nhiều nguồn khác nhau từ năm 1550 đến 1850. Cuộc điều tra dân số chính thức đầu tiên diễn ra vào năm 1873. Từ năm đó, cứ sau 8 năm (với một số ngoại lệ) thì dân số được tính.
Brasil là quốc gia đông dân thứ năm trên thế giới.
- 1550 - 15.000
- 1600 - 100.000
- 1660 - 184.000
- 1700 - 300.000
- 1766 - 1.500.000
- 1800 - 3.250.000
- 1820 - 4,717,000
- 1850 - 7.256.000
- 1872 - 9,930,478
- 1890 - 14.333.915
- 1900 - 17,438,434
- 1920 - 30.635.605
- 1940 - 41.236.315
- 1950 - 51.944.397
- 1960 - 70.119.071
- 1970 - 93.139.037
- 1980 - 119.070.865
- 1991 - 146.917.459
- 1996 - 157,079,573
- 2000 - 169,544,443
- 2010 - 192.755.799[4]
- 2019 - 219.355.000[5]

Phân bố dân số ở Brasil rất không đồng đều. Phần lớn người Brasil sống trong phạm vi 300 km bờ biển, trong khi phần bên trong lưu vực sông Amazon gần như trống rỗng. Do đó, các khu vực đông dân cư nằm trên bờ biển và các khu vực dân cư thưa thớt nằm trong nội địa. Mô hình lịch sử này ít thay đổi bởi các phong trào gần đây vào bên trong.

### Ước lượng của Liên Hợp Quốc
Theo bản sửa đổi năm 2017 của Triển vọng dân số thế giới dân số là 207.652.865 vào năm 2016, so với chỉ 53.975.000 vào năm 1950. Tỷ lệ trẻ em dưới 13 tuổi năm 2015 là 23,0%, 69,2% là từ 15 đến 61 tuổi tuổi, trong khi 7,8% là 65 tuổi trở lên.
|      | Total population (x 1000) | Population aged less than 15 (%) | Population aged 15–64 (%) | Population aged 65+ (%) |
| ---- | ------------------------- | -------------------------------- | ------------------------- | ----------------------- |
| 1950 | 53 975                    | 41.6                             | 55.5                      | 3.0                     |
| 1955 | 62 656                    | 42.0                             | 55.0                      | 3.0                     |
| 1960 | 72 494                    | 43.1                             | 53.7                      | 3.1                     |
| 1965 | 84 130                    | 43.6                             | 53.0                      | 3.4                     |
| 1970 | 95 982                    | 42.3                             | 54.2                      | 3.5                     |
| 1975 | 108 431                   | 40.2                             | 56.0                      | 3.8                     |
| 1980 | 122 200                   | 38.4                             | 57.6                      | 4.0                     |
| 1985 | 136 836                   | 36.9                             | 59.0                      | 4.1                     |
| 1990 | 150 393                   | 35.4                             | 60.1                      | 4.5                     |
| 1995 | 162 755                   | 32.4                             | 62.6                      | 5.0                     |
| 2000 | 175 786                   | 29.7                             | 64.7                      | 5.6                     |
| 2005 | 188 479                   | 27.5                             | 66.2                      | 6.3                     |
| 2010 | 198 614                   | 24.9                             | 68.4                      | 6.7                     |
| 2015 | 207 848                   | 22.5                             | 69.5                      | 8.0                     |
| 2020 | 213 863                   | 20.7                             | 69.8                      | 9.5                     |

## Tiếng Bồ Đào Nha (ngôn ngữ chính thức và được sử dụng rộng rãi nhất)
Tiếng Bồ Đào Nha (ngôn ngữ chính thức và được sử dụng rộng rãi nhất)
- Lưu ý: các ngôn ngữ ít phổ biến hơn bao gồm tiếng Tây Ban Nha (khu vực biên giới và trường học), tiếng Đức, tiếng Ý, tiếng Nhật, tiếng Anh và một số lượng lớn các ngôn ngữ bản địa khác

## Tôn giáo
Brasil có dân số Kitô hữu lớn thứ hai trên thế giới sau Hoa Kỳ. Nó cũng là quốc gia Công giáo đông dân nhất trong. Giáo hội chính thức được tách ra khỏi nhà nước.
Theo điều tra dân số năm 2010, có 65% số người Công giáo, 22% theo đạo Tin Lành, 2% tinh thần luận, 3% tôn giáo khác  và 8% mà không tôn giáo. Tỷ lệ người Tin Lành tăng mạnh vào cuối thế kỷ XX, để gây thiệt hại cho Công giáo. giáo phái Tin Lành đáng chú ý là Ngũ Tuần, Phúc âm, Báp-tít, Cơ Đốc Phục Lâm, đạo Luther và cải cách.